# Manuel Cabral Aguado-Bejarano
Manuel Cabral Aguado Bejarano (Sevilla, 1827- Sevilla, 1891) fue un pintor andaluz y uno de los mejores representantes del costumbrismo andaluz dentro del Romanticismo español.   

## Biografía y obra
Hijo de Antonio Cabral Bejarano inicia sus estudios en la pintura con José Domínguez Bécquer y, más tarde, con su padre. Ingresará en 1845 como alumno en la Real Academia de Bellas Artes de Santa Isabel de Hungría en Sevilla, de la que posteriormente fue académico en 1863. Fue nombrado pintor honorario de la reina Isabel II. Obtuvo menciones honoríficas en las Exposiciones Nacionales de Bellas Artes de 1858, 1864, 1879 1880, celebradas en Cádiz, y en 1856, 1858, 1867 y 1878, en Sevilla.
Su pintura tiene una gran riqueza cromática, en tonos fríos y gusta del detalle, así como de escenas de multitud como las procesiones, lo que se aprecia en obras como Viernes Santo en Sevilla de 1862. La minuciosidad en los personajes y los detalles arquitectónicos de edificios da un gran valor documental a la obra.
Además de la pintura de género, su faceta más desconocida es como autor de retratos. Llamado por la familia ducal de Montpensier, realiza los retratos de las infantas María Cristina y María de las Mercedes en 1877. 
También destacan encargos por personajes populares del momento como los actores Teodora Lamadrid (1853), caracterizada en el papel de Adriana Lecouvreur, y Julián Romea (1853), también ataviado con traje de escena como Sullivan. Ambos se encuentran en el museo del Romanticismo de Madrid. 	

### Pintura Costumbrista
Su estilo de pintura se enmarca dentro del costumbrismo andaluz, uno de los diferentes estilos del romanticismo. Destacan en el costumbrismo dos escuelas: La madrileña, con unas escenas más oscuras y con tintes de tragedia. Y la sevillana, más marcada por la visión de los extranjeros, que gustan de las tradiciones y forma de vida andaluzas. 
En el siglo XIX la visión de los viajeros románticos que emprendían un viaje por España viviendo las escenas más costumbristas andaluzas, se plasma en este estilo de pintura. Las escenas de tipos populares, vida cotidiana o ferias es una moda entre los europeos que llegan a conocer así el tipismo y el folclore andaluz. Sus obras de procesiones y romerías, alcanzaron gran éxito tanto en la capital andaluza como en Madrid. Buscó la juerga y el drama, pero también aporta testimonios típicos, reforzados con la visión de ropajes, poses y edificios, dentro de la estética sevillana. 
Una importante muestra de sus obras encontramos en el museo Carmen Thyssen Málaga como el cuadro de género Jugando en el parque realizado en 1882. Con gran realismo en detalles como los vestidos de las protagonistas que muestra la moda de la nobleza sevillana en los últimos años del siglo XIX o el entorno paisajístico que da a la escena un carácter más distinguido. Un tema diferente a otras composiciones con personajes y atuendos más populares, como las habituales en una venta o la feria de abril.
Otros ejemplos de su extensa obra, podemos citar El Corpus en Sevilla, Galanteo, En la Feria de Sevilla o Fiesta en el cortijo dentro de una larga lista en la que también encontramos un gran número de retratos.

## Galería

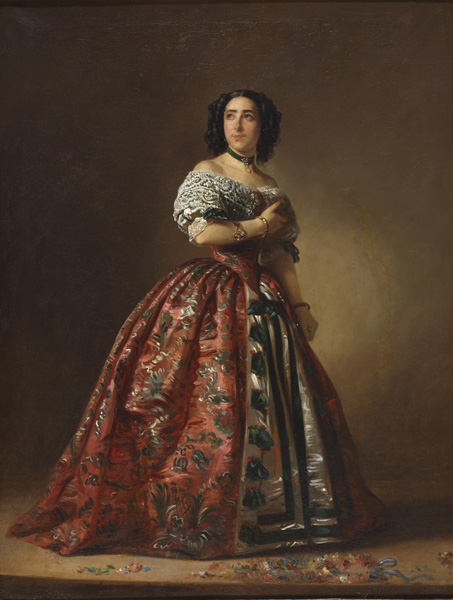
Teodora Lamadrid como "Adriana Lecouvreur" (1853). Museo del Romanticismo.
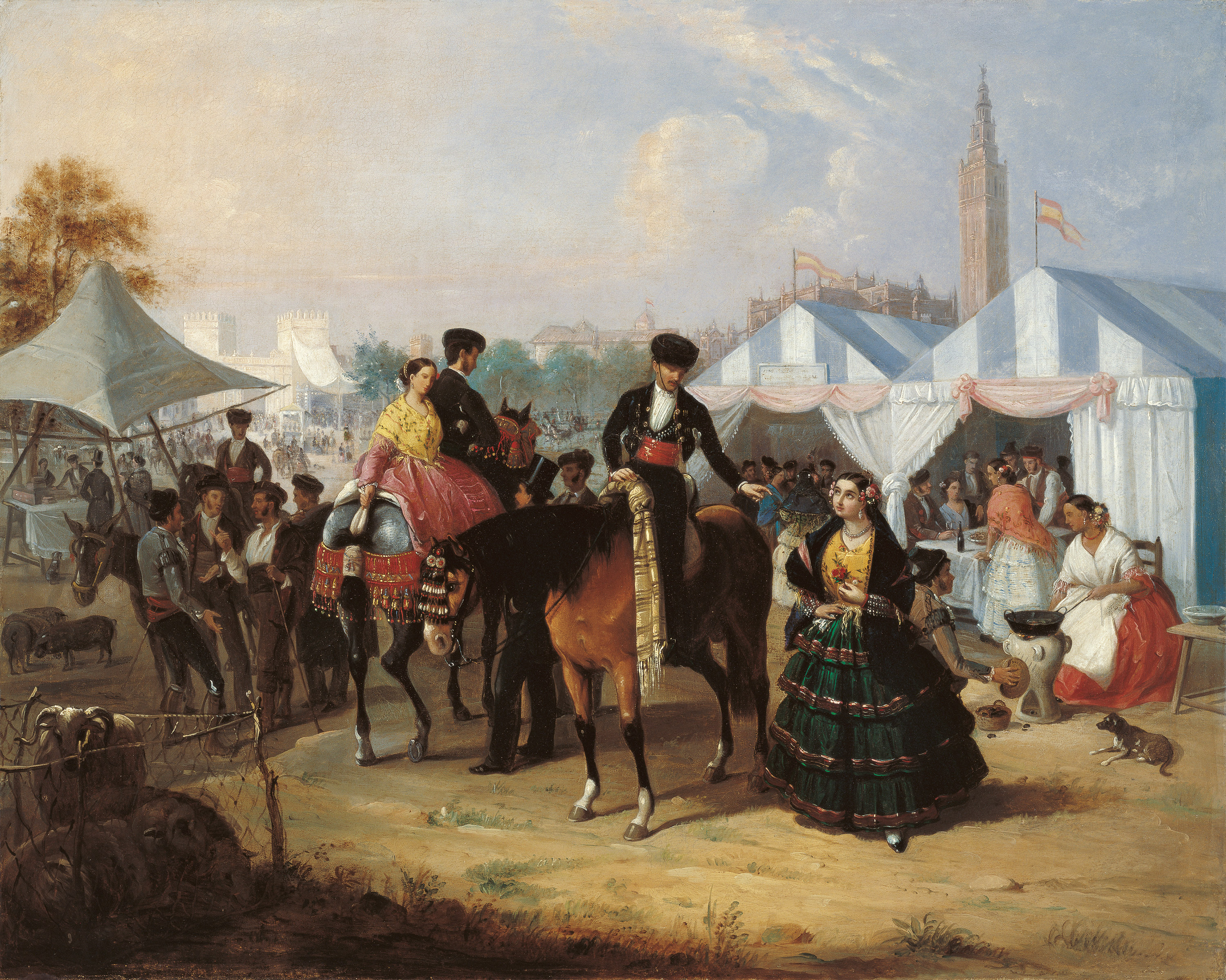
En la Feria de Sevilla (c. 1855). Museo Carmen Thyssen Málaga.
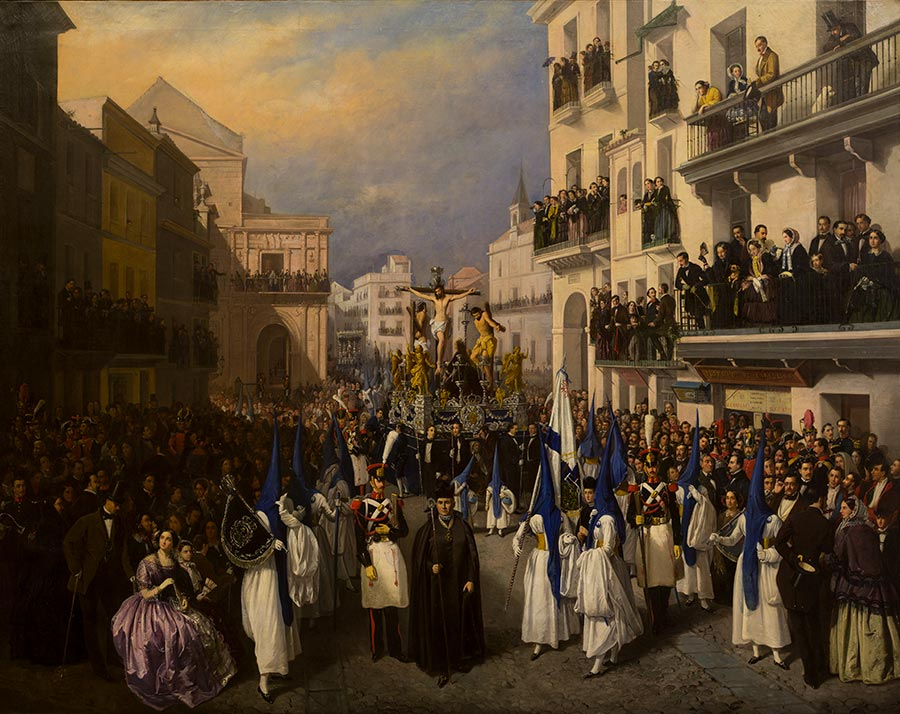
Procesión en Sevilla (1855). Museo Nacional de Bellas Artes de La Habana.
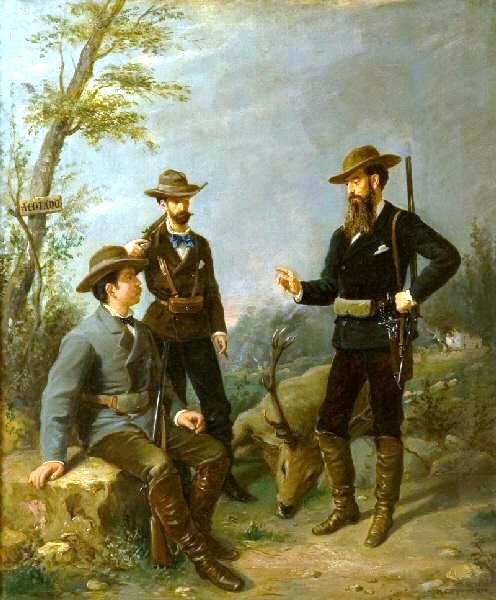
El duque de Montpensier y sus compañeros de caza en el Coto de Doñana (1872). Museo de Cádiz.
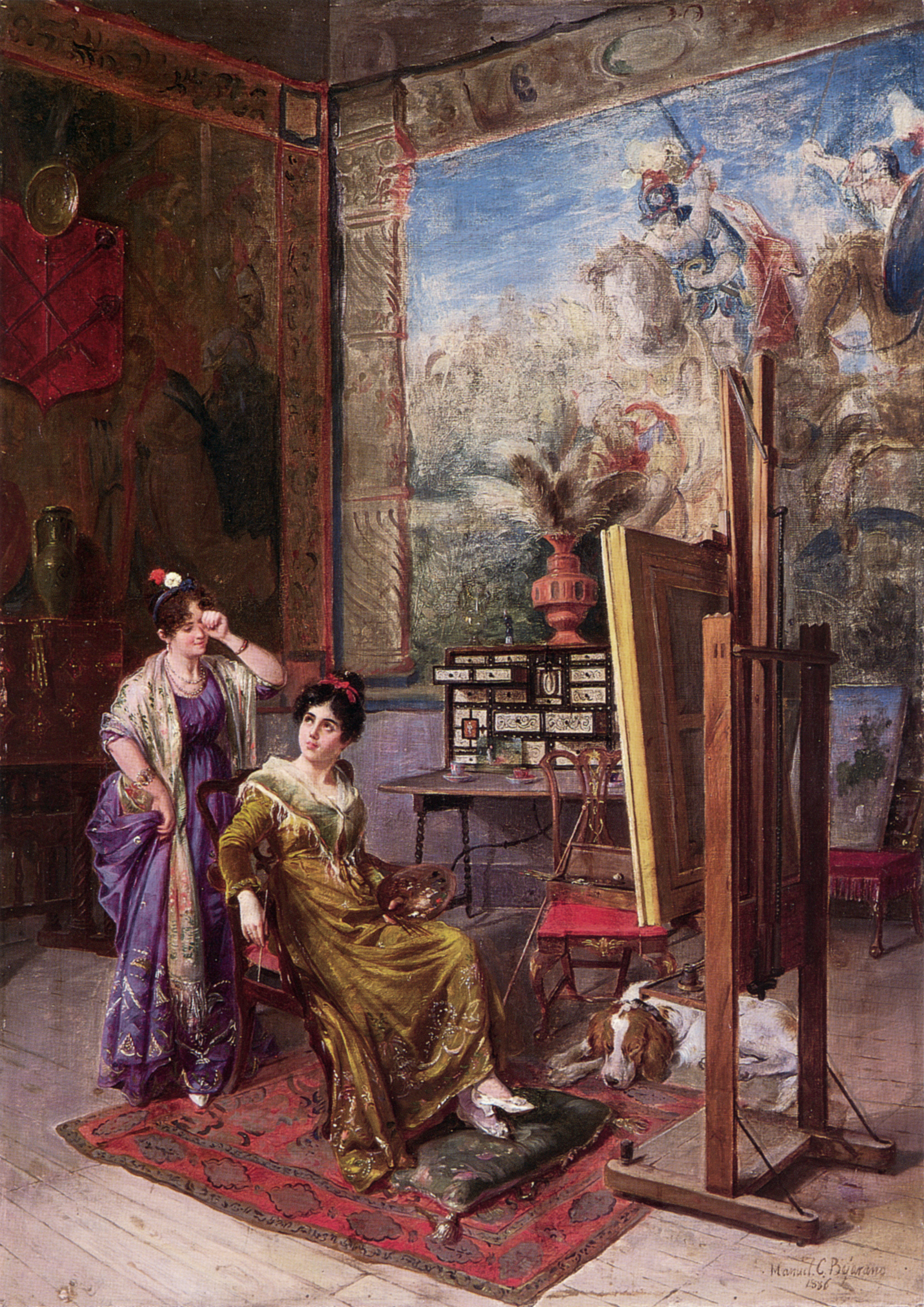
En el estudio del artista (1886). Colección particular.